# New Life Africa International
New Life Africa International (NLAI) er en dansk mission, som udfører deres arbejde i Nakuru, Kenya.
Missionen tilbyder primært gratis skole for børn fra lavere stillede familier, flere hjem for henholdsvis drenge og piger, hvor de fleste af dem er tidligere gadebørn eller er på anden måde svigtede børn. 
Ledelsen af missionen har siden 1994 været danskerne Susanne- og Leif Madsen, som er udsendt af Pinsekirken, Bethania Kirkecenter i Blåhøj ved Varde.
Missionen
I 1993 får Leif Madsen en drøm, hvor i han tydeligt ser et billede af sin kone og ham omringet af afrikanske børn som er på vej til skole. I flere dage grublede Leif over denne drøm indtil han fortalte sin kone om hvad han nu mente måtte være et kald fra Herren ham selv. Familien Madsen, bestående af Leif, Susanne og deres 4 fælles børn, flyttede i sommeren 94 deres hjem fra Varde i Jylland til Nakuru, Kenya. Her tog Leif kontakt til en lokal pastor, som fra en kirke midt i Nakuru sørgede for et enkelt måltid mad hver dag til byens mest udsatte børn og unge, hvor flere af dem var hjem- og forældreløse. 
Leif og Susanne spurgte pastoren om de måtte hjælpe til i kirken. Pastoren svarede selvfølgelig at det var de varmt velkomne til og det gjorde de så. Efter oplevelsen besluttede Leif at de skulle åbne en skole for børnene som nærmest intet andet havde end troen på Gud og en bedre tilværelse.
Parret startede med at leje en lejlighed til 5 piger, som var kommet i kirken. Pigerne blev indsat i forskellige skoler. Deres familier kunne ikke betale for skoleuniformer og bøger så de havde alle droppet ud af Kenyas ellers gratis Primal School. Alle de 5 piger, som kom fra voldelige familier blomstrede op. Det gav lyset og viljen for Madsen Parret til at skaffe flere finanser så flere kunne hjælpes.
I dag driver missionen et børnehjem for 98 børn og unge, en børnehaveskole på Nakurus losseplads og et kvindecenter til rehabilitering af kvinder. 
Børnehjemmet er i gang med at udvide og vil i 2017 være i stand til at huse dobbelt så mange drenge.

## Ekstern henvisning
Der er for få eller ingen kildehenvisninger i denne artikel, hvilket er et problem. Du kan hjælpe ved at angive troværdige kilder til de påstande, som fremføres i artiklen.